# Zeespriet-kroonslak
De zeespriet-kroonslak (Doto pinnatifida) is een slakkensoort uit de familie van de kroonslakken (Dotidae). De wetenschappelijke naam van de soort werd in 1804 als Doris pinnatifida voor het eerst geldig gepubliceerd door George Montagu.

## Beschrijving
De zeespriet-kroonslak is een van de grootste soorten van het geslacht Doto, grote individuen kunnen 30 mm lang worden. Het is een bleke zeenaaktslak, met als onderscheidende kenmerk de aanwezigheid van zwart getipte wratachtige knobbeltjes (tuberkels) aan de zijkanten van het lichaam en op de cerata. De rinoforen (reuksprieten) staan in een kroonvormige schede op de kop met zwarte vlekken rond de randen. Omdat de zeespriet-kroonslak zich exclusief voedt met de hydroïdpoliep zeespriet (Nemertesia antennina) kan deze soort alleen gevonden worden op locaties waar zeespriet voorkomt.

## Verspreiding

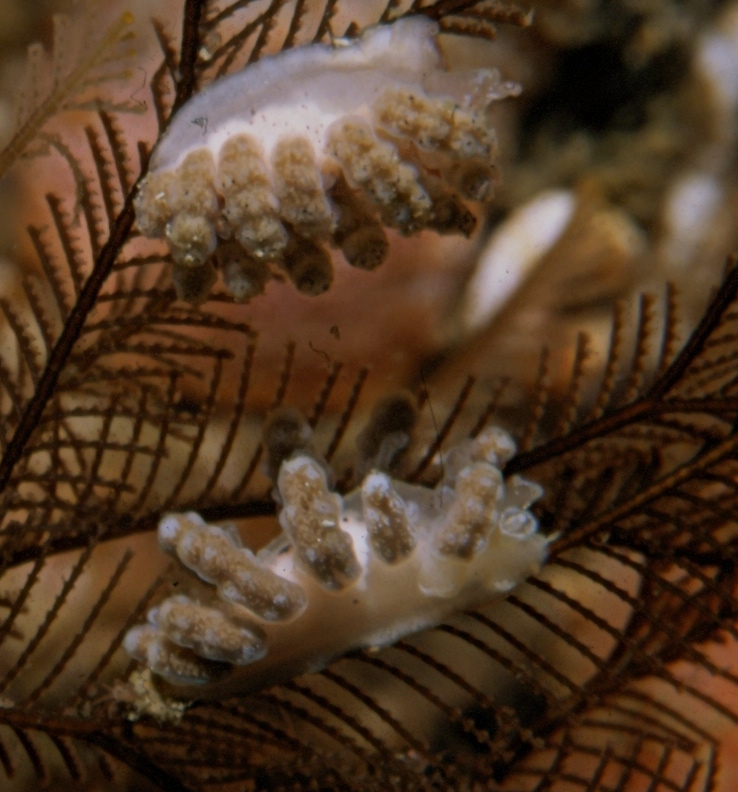
De zeespriet-kroonslak, Doto cf. pinnatifida, genomen op 25 m diepte aan de Atlantische kant van het Kaapse Schiereiland.

Deze soort is beschreven vanuit Devon, Engeland. Het wordt vaak gevonden in de Noord-Atlantische Oceaan rond de kusten van het Verenigd Koninkrijk en Frankrijk. Het is gemeld, waarschijnlijk ten onrechte, van rond de Zuid-Afrikaanse kust, waar het wordt gevonden van de Atlantische kust tot Knysna. De Zuid-Afrikaanse soort is bekend van het intergetijdengebied tot 30 meter. De Zuid-Afrikaanse exemplaren zien er heel anders uit dan exemplaren uit het noordoostelijke deel van de Atlantische Oceaan en zijn waarschijnlijk een onbeschreven soort en zullen hier worden aangeduid als Doto cf. pinnatifida.
De zeespriet-kroonslak is alleen te vinden op locaties waar zeespriet voorkomt. Zeespriet is waargenomen op de Noordzee, maar wordt in het Nederlandse kustgebied, de Oosterschelde en Grevelingen niet aangetroffen. Tijdens een duikexpeditie in 2016 op de Noordzee werden enkele exemplaren waargenomen op het scheepswrak Elatma. Zo nu en dan aan spoelt deze soort aan op het Noordzeestrand (ook dat van Zeeland).